# Max Papis
Massimiliano "Max" Papis (Como, Italia; 3 de octubre de 1969) es un piloto de automovilismo italiano. Participó en competencia de monoplazas, de stock car y en carreras de resistencia a lo largo de toda su carrera. En Fórmula 1, donde disputó siete carreras durante el año 1995 con el equipo Footwork Arrows, logró un séptimo puesto en el Gran Premio de Italia como mejor resultado, mientras que en la CART logró 3 victorias, y terminó quinto en el campeonato de 1999, y sexto en 2001. También fue ganador de las 24 Horas de Daytona en 2002, obtuvo dos victorias de clase en las 12 Horas de Sebring en 2004, y en 2007 y fue campeón de la Rolex Sports Car Series en la clase Daytona Prototipos en 2004, junto a Scott Pruett.

## Carrera

### Inicios y Fórmula 1
Hizo su debut en las pistas de karts en 1982, para luego pasar en 1989 a la Fórmula 3 italiana, donde participó hasta 1992, como mejor resultado terminó quinto en el último año. El año siguiente, se dedicó a la Fórmula 3000 Internacional conduciendo un coche del equipo de Vortex Motorsport y obtuvo como mejor resultado un cuarto lugar en la primera carrera celebrada en el circuito de Donington Park.

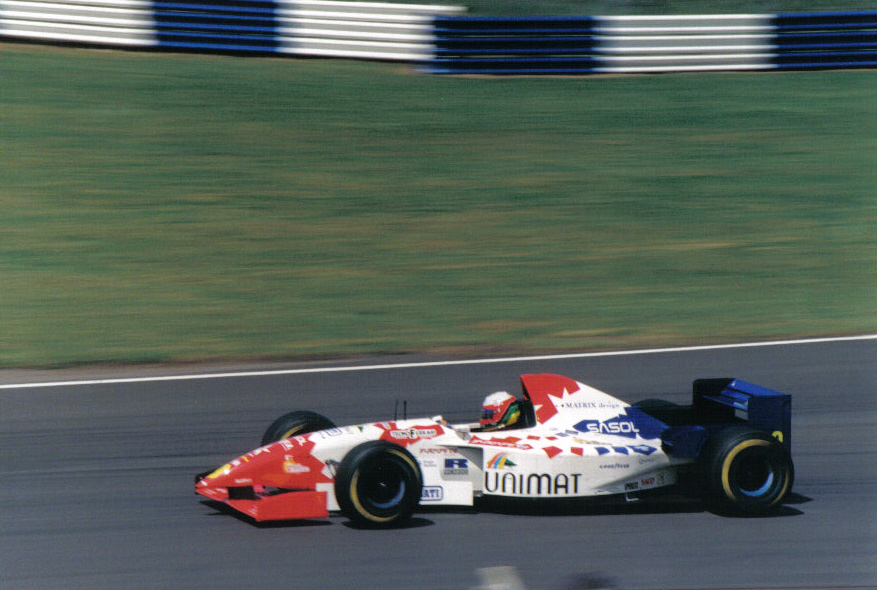
Papis disputando el Gran Premio de Gran Bretaña en 1995

En 1994 fue contratado como un piloto de pruebas del Team Lotus de Fórmula 1, mientras continuaba su carrera en la F3000; en donde terminó en el quinto lugar en la clasificación general, logrando su primera victoria en Barcelona, donde partió de la pole position.
Después de un período como piloto de pruebas del equipo Lotus en 1994, Papis debutó en la F1, reemplazando a Gianni Morbidelli en el equipo Footwork en siete carreras en la temporada 1995 de Fórmula 1; sufrió 5 abandonos, obtuvo un mejor resultados de un séptimo puesto en Monza, de forma que no sumo puntos.

### Carrera Post-F1
Después de su mal paso por la Fórmula 1, en 1996 Papis se fue a competir a los Estados Unidos, donde terminó siendo subcampeón en ese año en el Campeonato IMSA GT, ganando las 6 Horas de Watkins Glen, Road Atlanta, Lime Rock en un Ferrari 333 SP con Giampiero Moretti. También hizo tres apariciones en la CART para Arciero Wells Racing (equipo donde estaría en la CART hasta 1998). Como reemplazo del piloto estadounidense fallecido Jeff Krosnoff, el italiano logró un noveno puesto en la Road America, y dos abandonos. En 1997 compitió a tiempo completo en la CART, y logró un octavo puesto en Michigan International Speedway como mejor resultado, y sumó 8 puntos para terminar en la posición 24 en el campeonato; además participó por primera vez de las 24 Horas de Le Mans en una Ferrari 333 SP con Moretti, y Didier Theys, terminando tercero en su clase, y sexto en la general.
En 1998, mejoró un poco su desempeño en la CART, logrando un quinto puesto en Houston como mejor resultado. Cosechó 25 puntos para terminar en el puesto 21 del campeonato.
Para el año siguiente, cambió de equipo: paso al Team Rahal, y mejoró mucho con respecto a años anteriores. Entre otras cosas, obtuvo un segundo puesto en Fontana y en Surfers Paradise, para terminar quinto en el campeonato CART. En 2000, ganó en el inicio de la temporada en Homestead, y fue segundo en Detroit, pero varios abandonos lo alejaron del título de campeón de la CART, y fue relegado al puesto 14 en el campeonato. Al año siguiente finalizó sexto en la CART, donde ganó dos veces (saliendo desde la pole en Portland, y desde el puesto 25 en Laguna Seca).
Entre 2002 y 2003, continuó en la CART, pero no compitiendo como un piloto regular de la serie, pasando por varios equipos. Logró 2 podios en 2002. En ese año, participó de dos carreras de la IndyCar Series, una para el equipo de Cheever, y otro para Penske, sin lograr un top 20 en esas carreras. Sin embargo también en ese año logró una victoria general en las 24 Horas de Daytona. Para 2003, volvió a competir en las 24 Horas de Le Mans, obtuvo un quinto lugar general con un Panoz; participó de dos carreras en la American Le Mans Series, donde fue segundo en la general en el Petit Le Mans y quinto en la general en las 12 Horas de Sebring.
En 2004, con ocho poles y cuatro victorias fue campeón en la Rolex Sports Car Series en la clase Daytona Prototype, con su copiloto, Scott Pruett. También fue piloto de General Motors en dos carreras por ALMS para Corvette Racing. Fue ganador en las 12 Horas de Sebring y la segundo en Petit Le Mans, en la clase GTS; además terminó segundo en su clase en las 24 horas de Le Mans. En 2005, Papis participó en varias competencias. Terminó 10º en IROC XXIX; y fue piloto de Corvette en tres carreras de resistencias, donde en la clase GT1 fue segundo en las 12 Horas de Sebring y las 24 Horas de Le Mans, y sexto en Petit Le Mans. También participó en la SPEED World Challenge, pilotando un Cadillac, ganó dos veces, y consiguió 4 podios para terminar quinto en el campeonato. Estuvo en nueve carreras de la Serie Rolex, terminando tercero en dos ocasiones (Homestead, Daytona).
El año siguiente, terminó 14º en las 500 millas de Indianápolis para Cheever Racing. Terminó sexto en IROC, con un mejor resultado de un segundo puesto en Daytona. También debutó en la NASCAR Nationwide Series, participando de dos carreras para McGill Motorsports, terminando decimocuarto en Watkins Glen, como mejor resultado. Compitió en la Petit Le Mans y las 24 Horas de Le Mans para Corvette Racing, donde fue tercero y séptimo en su clase, respectivamente, y representó a su país en A1GP en dos carreras en Laguna Seca. En 2007 logró dos victorias de clase para Corvette Racing, en las 12 horas de Sebring y Petit Le Mans; además; además de participar en dos carreras de la Nationwide para Phoenix Racing, donde terminó tercero en Montreal, y concluyó 12º en la Serie Rolex en la clase Daytona Prototype, compitiendo en 13 de 14 carreras, con dos segundos puestos y un par de terceros como mejores resultados.
En 2008, en su último año con Corvette Racing, terminó segundo en las 12 Horas de Sebring y en la Petit Le Mans, y tercero en las 24 Horas de Le Mans en su clase. Aparte, hizo sus primeras apariciones en la Copa NASCAR, conduciendo una Chevrolet para Haas CNC Racing, con un mejor resultado de 28º en Sonoma Raceway; también participó tres carreras de la Nationwide Series en una Chevrolet de Rusty Wallace, teniendo como mejor resultado un 11º puesto en Watkins Glen, y en dos de la NASCAR Truck Series en un Toyota; además intento clasificarse para las 500 millas de Indianápolis para Rubicon, pero falló en su intento.
Papis se dedicó a participar más en las carreras de stock cars en 2009; participó de 15 carreras en la Copa NASCAR con un Toyota para Germain Racing, logrando un top ten en Watkins Glen, en la carrera de Montreal de la Nationwide Series conduciendo una Chevrolet para Phoenix, terminando en el puesto 20, y de nueve carreras de la Truck Series con un Toyota para Germain, con un top ten.
En 2010, participó de las 18 carreras de la Copa, y 8 de la Truck Series, ambas para Germain. En la Copa, tuvo como mejores resultados dos puestos 22, mientras que en la Truck logró un top ten. También disputó la fecha de Montreal con una Chevrolet para el equipo de Kevin Harvick, estando muy cerca de su primera victoria en NASCAR, pero fue segundo a 0.012 segundos del ganador Boris Said, y de las 24 Horas de Daytona donde terminó segundo en la general.
Disputó en 2011 la temporada completa de la Truck Series, para Germain. Logró dos top 10, para terminar decimoctavo en el campeonato. También participó de la carrera en Road America de la Nationwide para Kevin Harvick, abandonando en el final de la carrera por un accidente causado por Jacques Villeneuve, y en las 24 Horas de Daytona donde terminó tercero en la general.

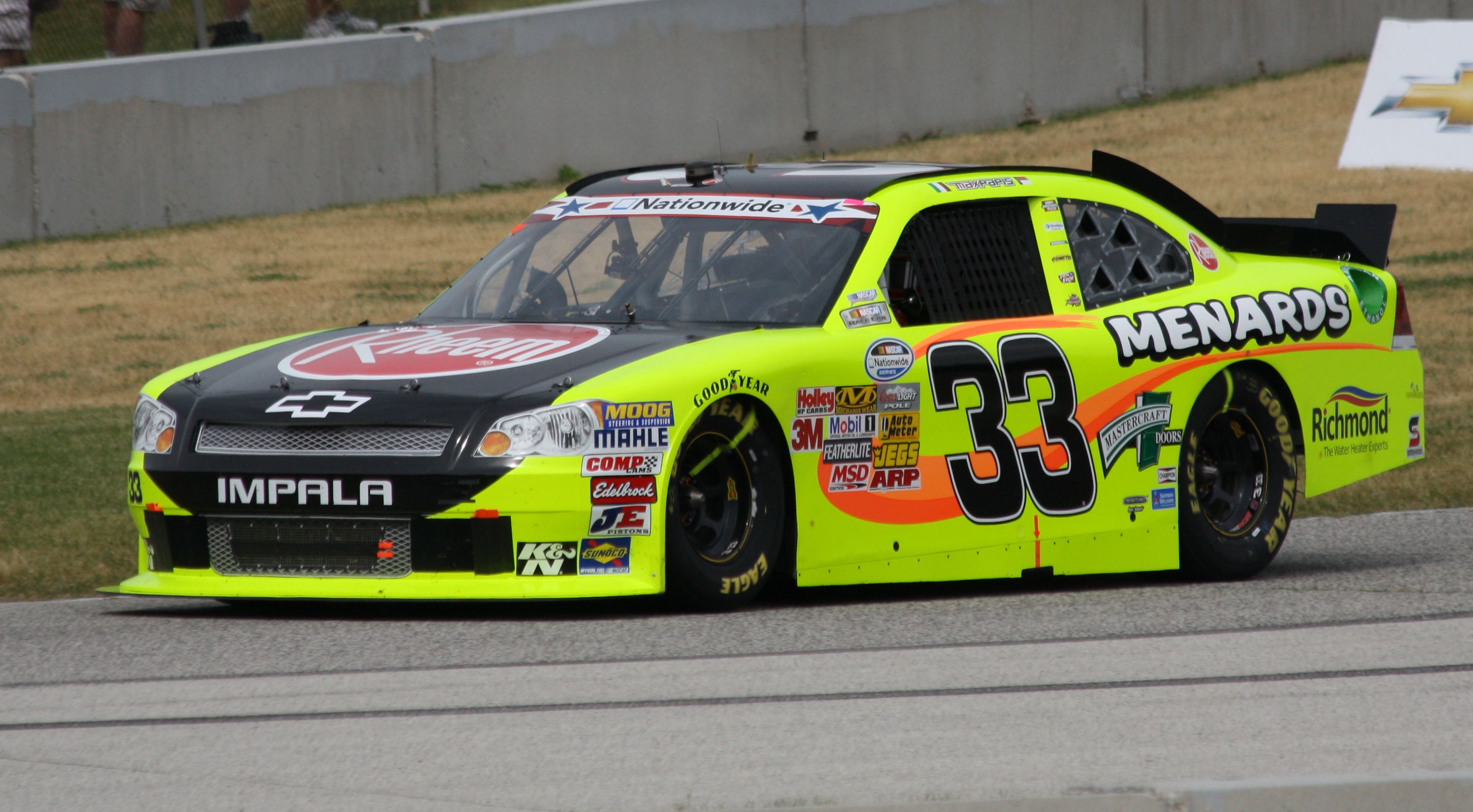
Max Papis en la carrera de Road America 2012.

En 2012, participó de la carrera de Road America de la Nationwide, pero esta vez para RCR, terminado cuatro en el evento, y de los dos carreras de V8 Supercars australiano con un Ford en el Gran Premio de Surfers Paradise, consiguiendo dos top 20, y terminó noveno en la general en las 24 Horas de Daytona. En 2013, disputó las primeras 8 carreras de Rolex Sports Car Series, en la clase GT, con una Ferrari, compartiendo su lugar con Jeff Segal; Papis logró una victoria de clase en Indianápolis, además de conseguir un tercer puesto y cuarto como mejores resultados, para concluir en el puesto 17 en el campeonato.
Además en la NASCAR, Papis logró un cuarto puesto (que fue su único top 10 de la temporada) como mejor resultado en 3 carreras en la Nationwide; terminó sexto con una Chevrolet del equipo NTS en la carrera inaugural de Mosport en la Truck Series, y fue el reemplazo de Tony Stewart en la fecha de Watkins Glen de la Copa NASCAR, debido a que este último sufrió una rotura de tibia y peroné en su pierna derecha causado en un accidente de Sprint Cars, el italiano finalizó decimoquinto en la carrera.
En 2015, Papis disputó las cuatro carreras de resistencia del United SportsCar Championship con un CHevrolet Corvette DP de Action Express Racing, acompañando a Dane Cameron y Eric Curran. Resultó tercero en Petit Le Mans, cuarto en las 24 Horas de Daytona y las 6 Horas de Watkins Glen, y quinto en las 12 Horas de Sebring.

## Resultados

### Fórmula 1
(Clave) (negrita indica pole position) (cursiva indica vuelta rápida)

| Año     | Escudería     | 1   | 2   | 3   | 4   | 5   | 6   | 7   | 8       | 9       | 10      | 11      | 12    | 13      | 14     | 15  | 16  | 17  | Pos. | Puntos |
| ------- | ------------- | --- | --- | --- | --- | --- | --- | --- | ------- | ------- | ------- | ------- | ----- | ------- | ------ | --- | --- | --- | ---- | ------ |
| 1995    | Footwork Hart | BRA | ARG | SMR | ESP | MON | CAN | FRA | GBR Ret | GER Ret | HUN Ret | BEL Ret | ITA 7 | POR Ret | EUR 12 | PAC | JPN | AUS | 22.º | 0      |
| Fuente: |               |     |     |     |     |     |     |     |         |         |         |         |       |         |        |     |     |     |      |        |

### 24 Horas de Le Mans
| Año  | Equipo          | Copilotos                        | Auto                    | Clase  | Vueltas | Pos. | Pos. Clase |
| ---- | --------------- | -------------------------------- | ----------------------- | ------ | ------- | ---- | ---------- |
| 1997 | Moretti Racing  | Giampiero Moretti Didier Theys   | Ferrari 333 SP          | LMP    | 321     | 6.º  | 3.º        |
| 2003 | JML Team Panoz  | Olivier Beretta Gunnar Jeannette | Panoz LMP01 Evo-Élan    | LMP900 | 360     | 5.º  | 3.º        |
| 2004 | Corvette Racing | Ron Fellows Johnny O'Connell     | Chevrolet Corvette C5-R | GTS    | 334     | 8.º  | 2.º        |
| 2005 | Corvette Racing | Ron Fellows Johnny O'Connell     | Chevrolet Corvette C6.R | GT1    | 347     | 6.º  | 2.º        |
| 2006 | Corvette Racing | Ron Fellows Johnny O'Connell     | Chevrolet Corvette C6.R | GT1    | 327     | 12.º | 7.º        |
| 2007 | Corvette Racing | Oliver Gavin Olivier Beretta     | Chevrolet Corvette C6.R | GT1    | 22      | DNF  | DNF        |
| 2008 | Corvette Racing | Oliver Gavin Olivier Beretta     | Chevrolet Corvette C6.R | GT1    | 341     | 15.º | 3.º        |